# André Berniquet
André Berniquet, né le 11 mai 1878 à Guise et mort au combat le 12 juin 1940 à Saint-Valery-en-Caux, est un général français. Il a notamment commandé la 2e division légère de cavalerie pendant la bataille de France.

## Biographie
Après ses études à l'École spéciale militaire de Saint-Cyr, il sert dans la cavalerie au sein d'unités de dragons, et s'illustre pendant la Première Guerre mondiale. En 1933, nommé général de brigade, il commande la 2e brigade de cavalerie, général de division en 1937 il prend la tête de la 2e division de cavalerie, transformée en 2e division légère de cavalerie en mars 1940. 
Dans le cadre du plan Dyle-Bréda, sa division entre en Ardenne le 10 mai 1940, en avant de la 2e armée pour ralentir et jalonner l'avance allemande dans la région vers la Meuse avec les autres unités de cavalerie. Repoussée derrière le fleuve dès le 12 mai où elle passe en réserve de l'armée, sa division reprend rapidement part aux combats pour s'opposer à la percée de Sedan et contribue à reformer un front entre la Meuse et l'Aisne jusqu'au 23 mai, pour participer trois jours plus tard sans succès à la l'offensive contre la tête de pont allemande d'Abbeville. Après avoir combattu à partir du 5 juin contre la nouvelle percée allemande (Fall Rot) du front sur la Somme, sa division est encerclée avec la 5e division légère de cavalerie. Ces deux divisions très affaiblies sont réunies en un groupement dont le général Berniquet reçoit le commandement, et c'est au cours des combats à Saint-Valery-en-Caux qu'il est blessé le 11 juin, succombant le lendemain.
Il est l'un des treize officiers généraux français morts au cours des opérations de mai-juin 1940.

## Distinctions
- Croix de guerre 1939–1945, palme de bronze
- Officier de la Légion d'honneur. Il est nommé chevalier en 1917.